# Eddystonský maják
Eddystonský maják (anglicky Eddystone Lighthouse) je umístěn na nebezpečném Eddystonském skalisku, přibližně 14 kilometrů západně od Rame Head. Zatímco Rame Head leží v Cornwallu, skaliska jsou uvnitř hranic Plymouthu, který patří do Devonu.
Současná stavba je v pořadí čtvrtým majákem, který byl na daném místě postaven. Jak první, tak i druhý maják byly zničeny při nehodách. Třetí maják, známý také jako Smeatonova věž, je nejznámějších z těchto čtyř, vzhledem k jeho vlivu na design moderních majáků. Jeho vrchní část byla znovu postavena jako památník poblíž Plymouthu.

## Winstanleyův maják I a II
Prvním majákem postaveným na Eddystonské skále byla osmiúhelníková dřevěná konstrukce, zhotovená Henry Winstanleyem. Osmiboká dřevěná věž byla vysoká 18 metrů. Maják byl prvním na světě, který byl postaven na otevřeném moři. Stavba byla započata roku 1696 a světlo bylo poprvé spuštěno 14. listopadu 1698. Během období stavby, vešel maják poprvé ve známost, když francouzští korzáři zajali a věznili Winstanleye, který pak byl propuštěn na příkaz Ludvíka XIV. se slovy: „Francie válčí s Anglií a ne s lidmi“. 
Maják sice přežil svou první zimu, ale byl ve špatném stavu, který vyžadoval opravu. Při opravě roku 1699 tak byla odstraněna horní část stavby a nahrazena novou částí, díky čemuž někteří autoři uvádí, že na Eddystonské skále nebyly postaveny postupně čtyři, ale pět majáků. Nová vyšší Wistanleyova věž (25 metrů) byla opět ze dřeva, ovšem dvanáctiboká. V upravené podobě vydržela až do 27. listopadu roku 1703, kdy po ní Velká bouře vymazala téměř všechny stopy. Winstanley byl zrovna v té době na majáku, dokončujíc některé dodatečné práce na této stavbě. Nikdy se po něm nenašly žádné stopy. Po dobu existence Winstanleyových majáků na místě neztroskotaly žádné lodě. Dva dny po velké bouři se u útesu potopila loď Winchelsea s nákladem tabáku.

## Rudyardův maják
Následně po zničení prvního majáku, získal smlouvu o pronájmu kapitán John Lovett, kterému bylo schváleno zákonem vybírání poplatku od proplouvajících lodí ve výši 1 penny za tunu, ať se jednalo o loď vplouvající nebo vyplouvající z přístavu. Ten pak pověřil Johna Rudyarda (nebo také Rudyerda) projektem nového majáku, který byl postaven jako kuželová stavba ze dřeva, cihel a betonu, a uveden do provozu roku 1709. Tato 21 metrů vysoká stavba prokázala mnohem větší výdrž než stavba první a sloužila svému účelu téměř 50 let.
V noci 2. prosince 1755 došlo ke vznícení vrcholu majáku s lucernou, pravděpodobně od jedné ze svící používaných k osvětlování. Dva strážci majáku se pokoušeli uhasit požár nošením věder s vodou nahoru na maják, ale postupně, jak požár sílil, se museli uchýlit na samotnou skálu. Oheň byl ale zaznamenán na břehu a strážci pak byli zachráněni lodí. Henry Hall, 94letý strážce majáku při hašení omylem polkl kus olova, které kapalo z roztavené střechy. Po dvanácti dnech na otravu zemřel. Pitvu provedl chirurg Edward Spry, který o události sepsal zprávu. Předmětný kousek olova je součástí sbírek Skotského národního muzea. Váží cca 200 gramů.

## Smeatonův maják
Třetí maják byl nejpozoruhodnější a znamenal zásadní krok vpřed ve výstavbě podobných druhů staveb. Na doporučení Královské společnosti inženýr John Smeaton vymodeloval tvar majáku ve tvaru kmene dubu, i když byl postavený ze žulových kvádrů. Smeaton byl na této stavbě průkopníkem v používání hydraulického vápna (spolu s kamenivem vytvářející formu betonu, tuhnoucího i pod vodou) a rozvinuté techniky ve spojování žulových kvádrů používáním rybinových spojů a mramorových spojovacích kolíků. Stavba začala v roce 1756 a světlo bylo na majáku poprvé rozsvíceno roku 1759.
Pokud byl v provozu, byl Smeatonův maják 18 metrů vysoký (jiné zdroje uvádějí 22 metrů), u základů měl průměr 8 metrů a ve vrcholu pak 5 metrů. Tento maják byl používán do té doby, kdy se roku 1877 ukázalo, že skála, na níž maják stál, je erodovaná a každá větší vlna tak svým nárazem maják rozvibrovala. Smeatonův maják byl poté z převážné části rozebrán a znovu sestaven jako památník na Plymouth Hoe v městě Plymouth. Základy a podezdívka staré věže stále stojí na Eddystonské skále, situovány poblíž nových (a pevnějších) základů nového majáku.

## Douglassův maják

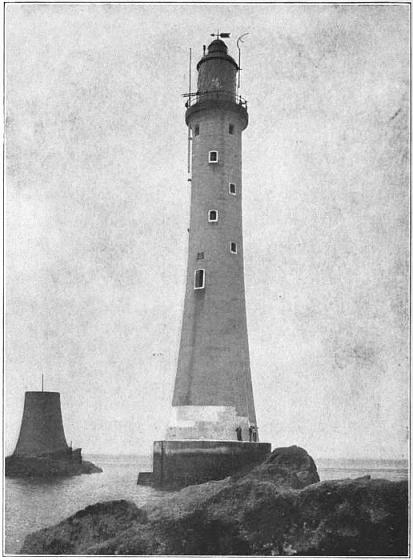
Eddystonský maják na snímku z roku 1911

Současný čtvrtý maják byl navržen Jamesem Douglassem, za použití Robertem Stevensonem navržených a zlepšených Smeatonových originálních metod. Postaven byl roku 1879 ze žuly.  Světlo majáku se poprvé rozsvítilo roku 1882 a maják je využíván dodnes. Je ovládán z Trinity House. Maják byl automatizován v roce 1982 a patřil mezi první tři Trinity House majáky, které byly převedeny na automatizovaný provoz. V roce 1980 doznal vnější vzhled věže majáku změny díky stavbě přistávací plochy pro helikoptéry nad lucernou věže. Tato přistávací plocha má umožnit opravárenským četám snazší přístup k majáku.
Věž je 49 metrů vysoká a vysílá bílé světlo o dvou záblescích každých 10 sekund. Světelný signál je viditelný v okruhu 22 námořních mil (41 kilometrů) a v případě mlhy je doplněn výstražným nautofonem, který vydává trojí zahoukání každých 60 sekund.
Maják byl elektrifikován v roce 1952, kdy 1250W žároku napájel dieselový agregát. V roce 1982 byla žárovka nahrazena halogenidovou výbojkou. Od roku 1999 je zdroj světla napájen solárními panely.
Maják je monitorován a řízen z operačního řídicího střediska Trinity House v Harwichi v Essexu. 